# Бланко, Антонио (испанский футболист)
Анто́нио Бла́нко Конде́ (исп. Antonio Blanco Conde; 23 июля 2000, Монтальбан-де-Кордова, Андалусия) — испанский футболист, полузащитник клуба «Алавес».

## Клубная карьера
Антонио начинал свою карьеру в скромных детских командах «Монтальбан» и «Сенека». В 2013 году талантливый юноша пришёл в систему мадридского «Реала» — La Fábrica.
В 2019 году присоединился ко второй команде клуба — «Кастилье» (возглавляемой Раулем), дебютировав за неё в основном составе 31 августа в матче 2-го тура Сегунды Б против «Марино». А свой первый гол Бланко забил 7 марта 2020 года в ворота «Корухо».

## Карьера в сборной
В составе сборной Испании до 17 лет под руководством Санти Дении принял участие на юношеских чемпионатах Европы и мира.
На чемпионате Европы 2017 в Хорватии Антонио сыграл против Турции (3:2), Италии (3:1), Хорватии (1:1), Франции (3:1), Германии (0:0, 4:2 пен.) и Англии (2:2, 4:1 пен.), забил мяч хозяевам турнира и в итоге выиграл золотые медали первенства.
На чемпионате мира 2017 в Индии Антонио вместе с командой сумел дойти до финала, на пути к которому одерживали победу над сверстниками из Нигера (4:0), КНДР (2:0), Франции (2:1), Ирана (3:1) и Мали (3:1), однако в решающем поединке уступили англичанам (2:5), взявшим таким образом реванш за обидное поражение на Евро.
В 2018 году был вызван в сборную Испании до 19 лет для участия в квалификации и финальной стадии чемпионата Европы 2019. На турнире он сыграл против Армении (4:1), Португалии (1:1), Италии (2:1) и снова Португалии (2:0), и завоевал очередной титул.

## Стиль игры
У него отличное видение игры, пас, и он помогает своим защитникам держать ворота в неприкосновенности, но также, как говорит сам Бланко, он играет «ради своих товарищей по команде».

## Достижения
«Реал Мадрид» (юниоры)
- Юношеская лига УЕФА: 2019/2020

Сборная Испании (до 17 лет)
- Чемпион Европы: 2017
- Финалист чемпионата мира: 2017

Сборная Испании (до 19 лет)
- Чемпион Европы: 2019